# Сан-Марино на зимних Олимпийских играх 2002
Сан-Марино принимало участие в зимних Олимпийских играх 2002 года в Солт-Лейк-Сити (США), но не завоевало ни одной медали. Единственным участником был горнолыжник Джан Маттео Джордани, который нёс флаг сборной Сан-Марино на церемонии открытия Олимпийских игр.

## Горнолыжный спорт
Джордани выступал в гигантском слаломе, где в общей сложности участвовало 79 лыжников. Он занял 57 место по результатам двух попыток, показав худшее время среди всех финишировавших спортсменов.

### Мужчины
| Дисциплина        | Спортсмен            | Время     | Время     | Время   | Место |
| Дисциплина        | Спортсмен            | Попытка 1 | Попытка 2 | Сумма   | Место |
| ----------------- | -------------------- | --------- | --------- | ------- | ----- |
| гигантский слалом | Джан Маттео Джордани | 1:25,02   | 1:23,29   | 2:48,31 | 57    |